# Штурм Вировитицы (1943)
Штурм Вировитицы (сербохорв. Битка за Вировитицу / Bitka za Viroviticu) — атака партизан югославской коммунистической армии на город Вировитица в ночь с 6 на 7 ноября 1943. Три батальона 18-й славонской бригады с двумя диверсионными группами сражались против немецко-хорватских сил в составе одной пехотной дивизии и 10 батальонов. Штурм продолжался в течение 24 часов и закончился крупной победой партизан: город был фактически освобождён. Однако из-за недостатка тяжёлого вооружения, которым предполагалось довершить уничтожение гарнизона, югославские партизаны покинули разрушенный город 14 ноября.

## Атака
Для штурма города были отправлены части 12-й славонской дивизии. В ноябре 1943 года они подошли к городу Вировитице, который защищали хорватские силы при поддержке немецких войск. В ночь с 6 на 7 ноября началась атака: югославские войска решительным ударом выбили хорватов и немцев из города. В ходе операции в плен попал хорватский 2-й дивизион 1-го конного полка НГХ в составе 500 солдат, 13 старших офицеров и 30 младших офицеров; немцы потеряли 53 солдата и офицера убитыми и ранеными (убито 14, ранено 10, попало в плен 2, пропали без вести 27). Сами партизаны потеряли всего 16 убитыми и 53 ранеными. 7 ноября немецкие войска из Подравской-Слатины предприняли контратаку на город, но к 18:00 наступательный порыв немцев закончился и те немедленно отступили на Билогору. Некоторые немецкие части остались около города для продолжения осады.
В ходе штурма югославы проявили блестящие тактические умения, воспользовавшись разведанными и введя противника в заблуждение. Перед битвой разведка югославов взяла в плен лейтенанта хорватского конного полка, который рассказал об организации обороны и основных хорватских частях. Рота 18-й бригады, переодетая в домобранов, благодаря этим знаниям без единого выстрела вошла в Вировитицу, а ещё один батальон прибыл к казармам полка.
Несмотря на то, что город был взят, немцы и хорваты продолжили сопротивление в городе и попытки прорваться к линии Дарувар — Грубишино-Поле (одна из таких попыток состоялась в ночь с 9 на 10 ноября). В ночь с 11 на 12 ноября югославы продолжили атаку города, выбив немцев из почтового отделения и школы. Все здания были заняты партизанами НОАЮ, кроме здания ратуши, которое невозможно было очистить от немцев из-за отсутствия тяжелого вооружения. Утром 14 ноября силы Народно-освободительной армии покинули город.